# L'Oliverar
L'Oliverar (o L'Olivar) és una partida de Lleida.
Limita:
- Al nord i a l'oest amb la partida d'El Fons.
- A l'est amb la partida d'El Regal de la Casa.
- Al sud amb l'EMD de Sucs.